# دانلد جان لویس
دانلد جان لویس (به انگلیسی: Donald John Lewis) ریاضیدان اهل آمریکا است. زمینه کاری لویس نظریه اعداد است. وی در دانشگاه میشیگان با سرپرستی ریشارد براوئر درجه دکتری ریاضیات را دریافت کرد. او سپس در موسسه مطالعات پیشرفته در پرینستون و دانشگاه‌های کمبریج و آکسفورد سرگرم کار شد. لویس برای ده سال رئیس بخش ریاضیات دانشگاه میشیگان بوده‌است. او در سال ۱۹۹۵ درجه پروفسور برجسته را دریافت کرد.